# 토요타 해리어
토요타 해리어(Toyota Harrier)는 토요타의 고급 크로스오버 스포츠 유틸리티 자동차이다. 렉서스가 2005년에 일본에서 런칭되기 전까지는 렉서스 RX의 일본 내수명이었으며, 현재는 토요타 벤자의 일본 내수명이다. 차명의 유래는 혼슈 지방의 북부와 홋카이도 지방에 서식하는 개구리매의 영칭에서 따왔으며, 3세대까지 쓰인 전용 로고의 모티브도 되었다.

## 1세대

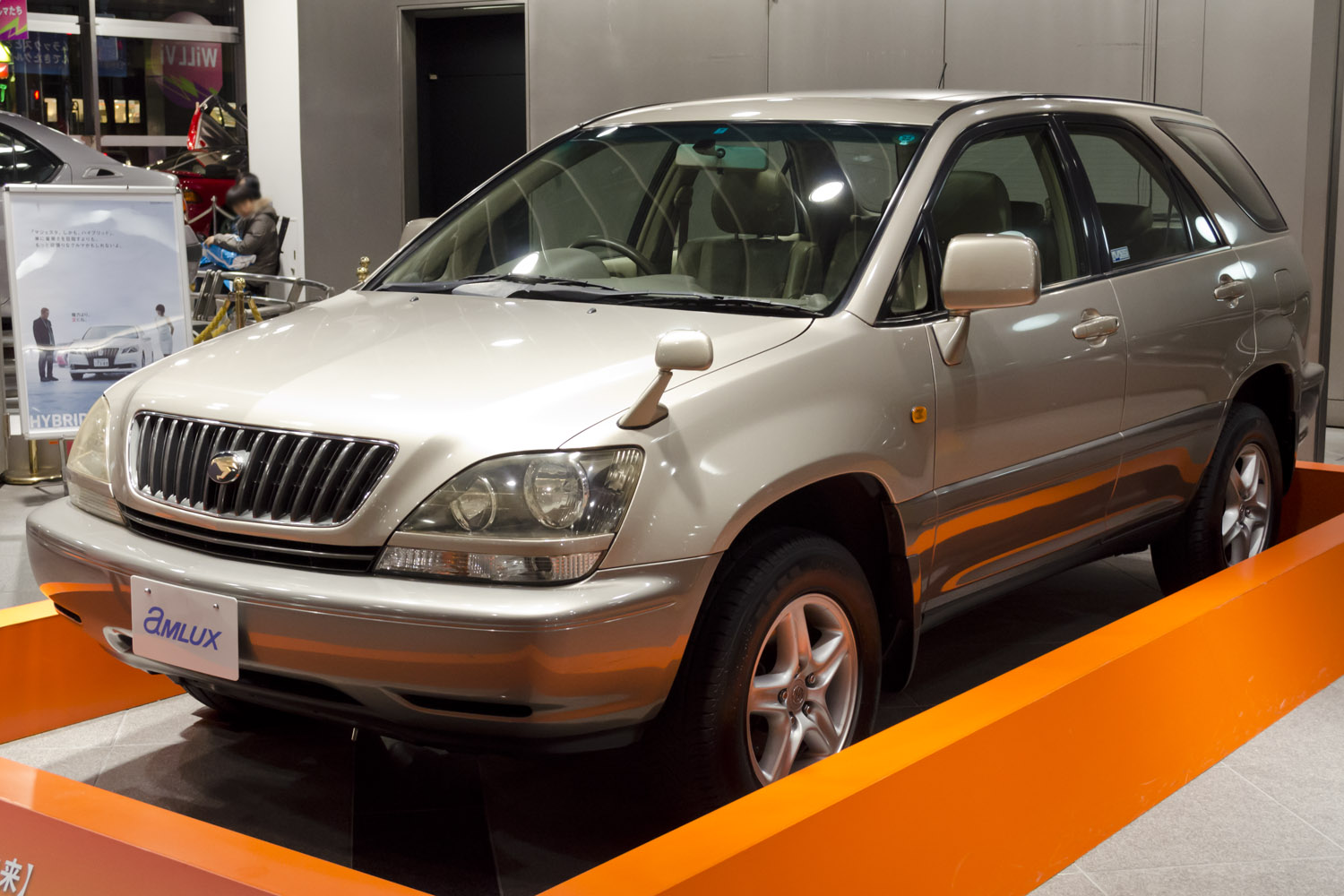
토요타 해리어 정측면

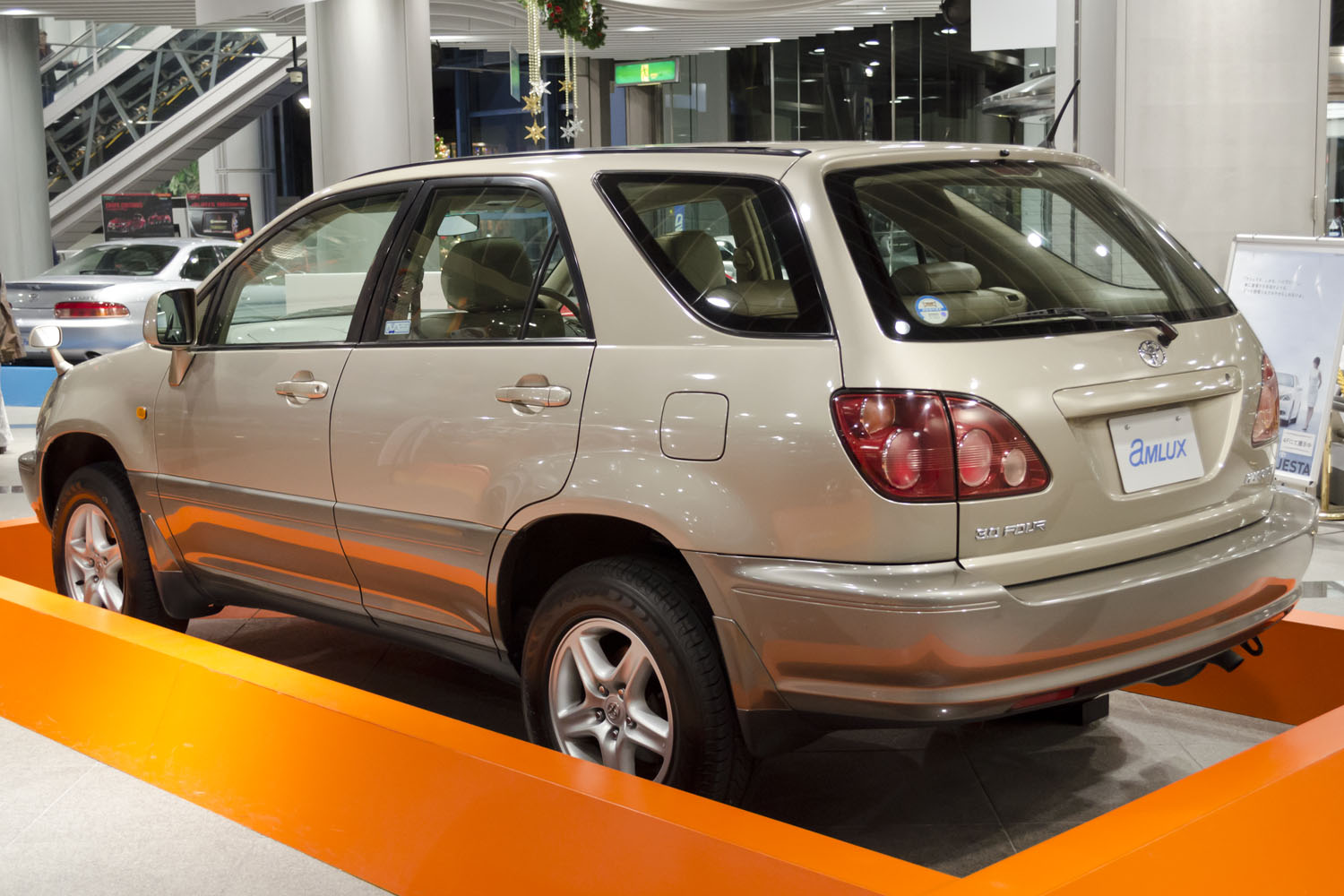
토요타 해리어 후측면

1997년 12월에 출시가 되었다. 캠리 (6세대)의 플랫폼을 바탕으로 개발이 되었으며, 고급 세단의 승차감과 쾌적성을 겸비한 SUV로 개발되어 승용차 베이스의 고급 SUV라고 하는 새로운 장르를 개척했다. 엔진은 V형 6기통 3,000cc 가솔린 엔진과 직렬 4기통 2,200cc 가솔린 엔진 등 2가지였다. 구동 방식 역시 전륜구동과 4륜구동 등 2가지로 나뉘었고, 트랜스미션은 4단 자동변속기만 탑재되었다. 2000년에는 직렬 4기통 2,200cc 가솔린 엔진이 직렬 4기통 2,400cc 가솔린 엔진으로 대체되었다.

## 2세대

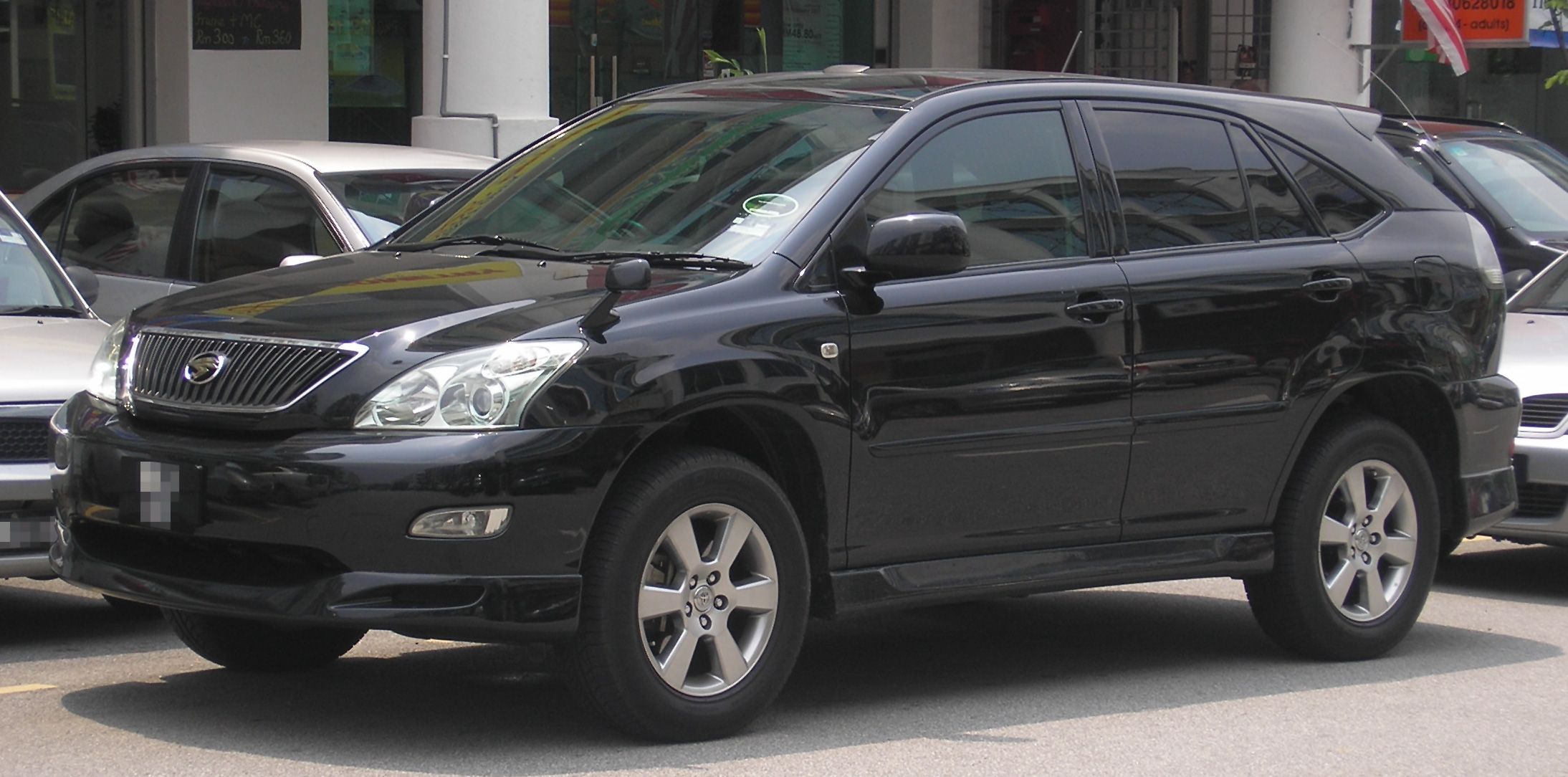
토요타 해리어 정측면

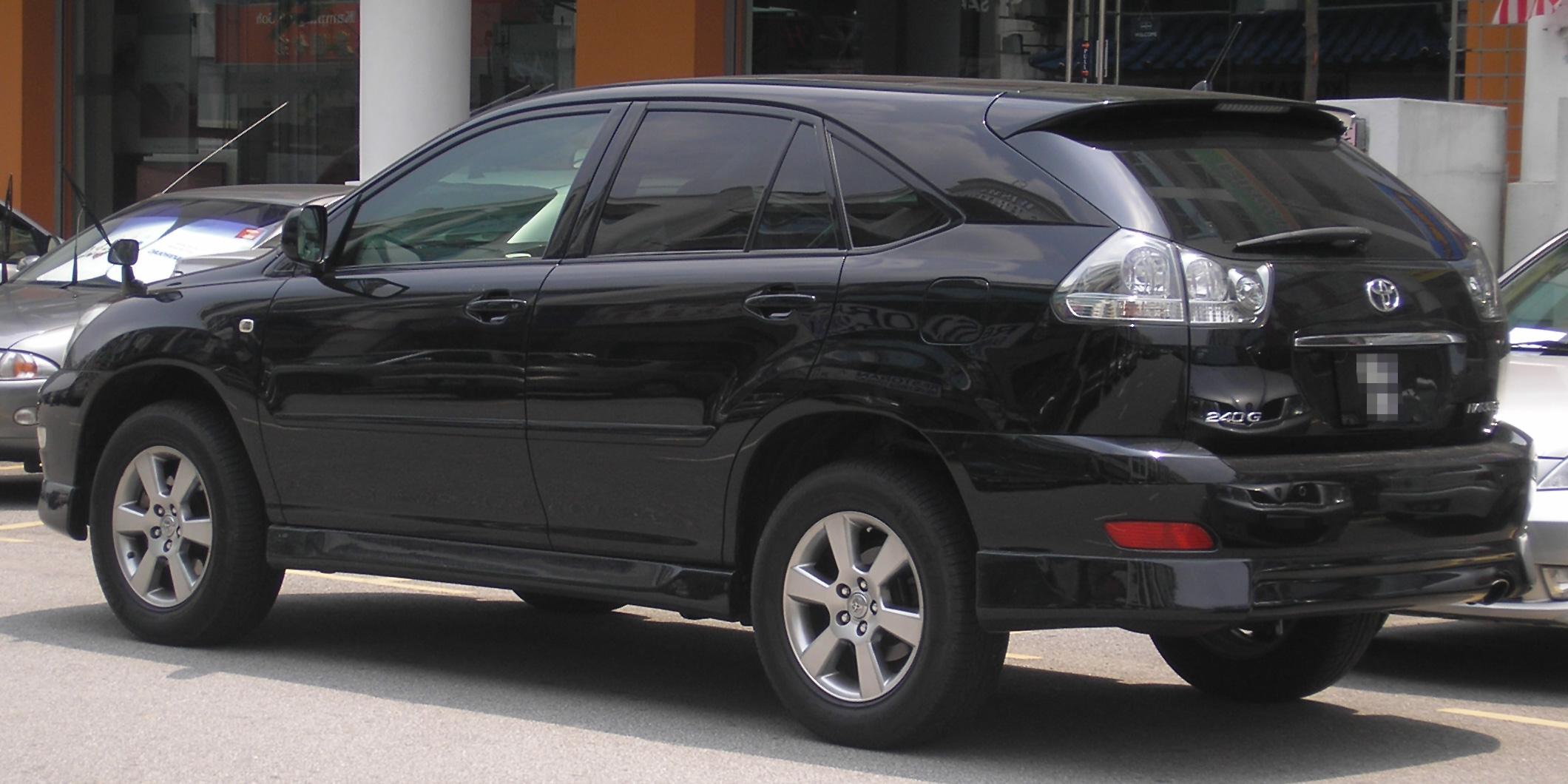
토요타 해리어 후측면

2003년 2월에 풀 모델 체인지를 거쳤다. V형 6기통 3,000cc 가솔린 엔진 (5단 자동변속기)과 직렬 4기통 2,400cc 가솔린 엔진 (4단 자동변속기)을 얹은 건 1세대와 동일했다. 구동 방식 역시 전륜구동과 4륜구동 등 2가지로 나뉘었다. 전자 제어 에어 서스펜션, 파노라마 선 루프, 운전석 무릎 에어백 등이 적용되었다. 2005년부터는 직렬 4기통 2,500cc 가솔린 하이브리드 사양도 추가되었다. 2006년 1월에 일부 개량되어 V형 6기통 3,000cc 가솔린 엔진이 V형 6기통 3,500cc 가솔린 엔진으로 대체되었다. 일본에서는 2009년 1월에 렉서스 RX (3세대)가 출시되었음에도 불구하고, 계속 생산되다가 2013년 7월에 단종되었다.

## 3세대

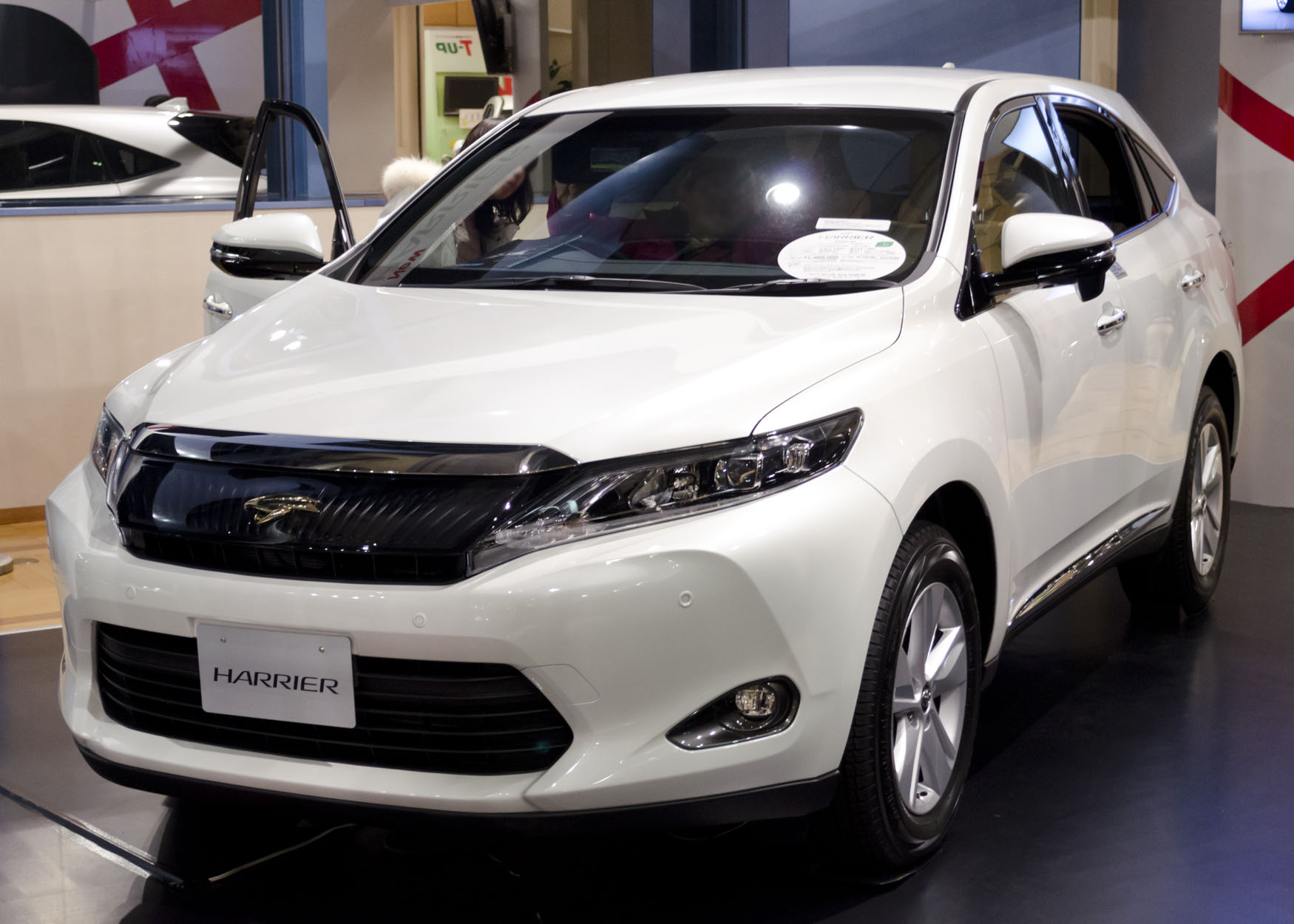
토요타 해리어 (전기형) 정측면

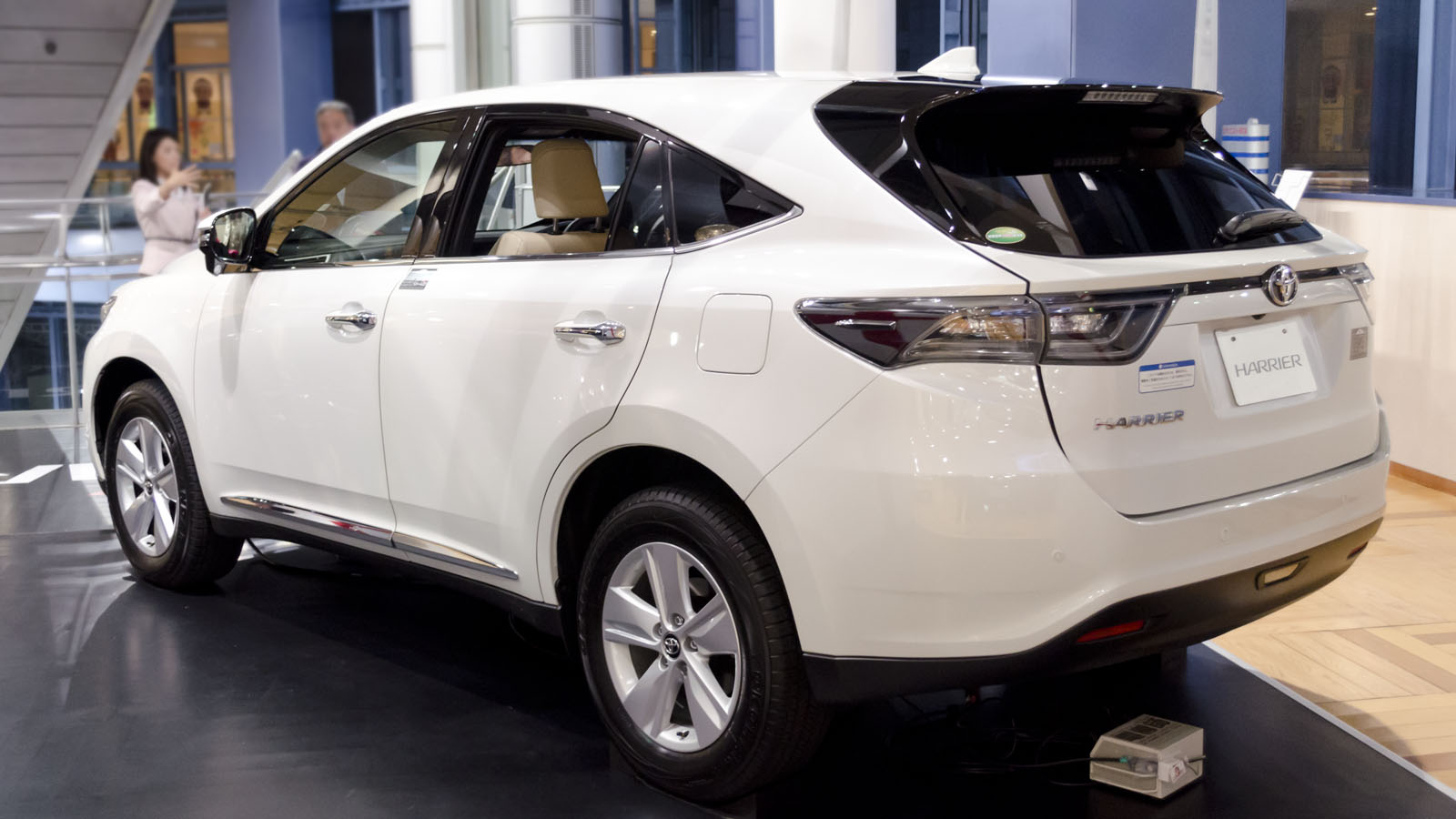
토요타 해리어 (전기형) 후측면

2013년 7월에 이미지가 공개되었으며, 같은 해 11월에 개최된 도쿄 모터쇼에서 최초로 선보였다. 판매는 같은 해 12월부터 개시되었다. 직렬 4기통 2,000cc 가솔린 엔진과 직렬 4기통 2,500cc 가솔린 엔진, 그리고 직렬 4기통 2,500cc 가솔린 하이브리드 엔진을 얹어 기존의 이전 세대 해리어에 비해 다운 사이징을 거쳤다. 모든 엔진에는 무단변속기가 조합된다. 구동 방식은 1세대와 2세대처럼 전륜구동과 4륜구동 등 2가지로 나뉘어 판매되며, 렉서스 RX(3세대)와는 별개의 차종으로서 일본 내에서만 판매하고 있다. 2017년 6월 8일에 페이스 리프트를 거쳤다.

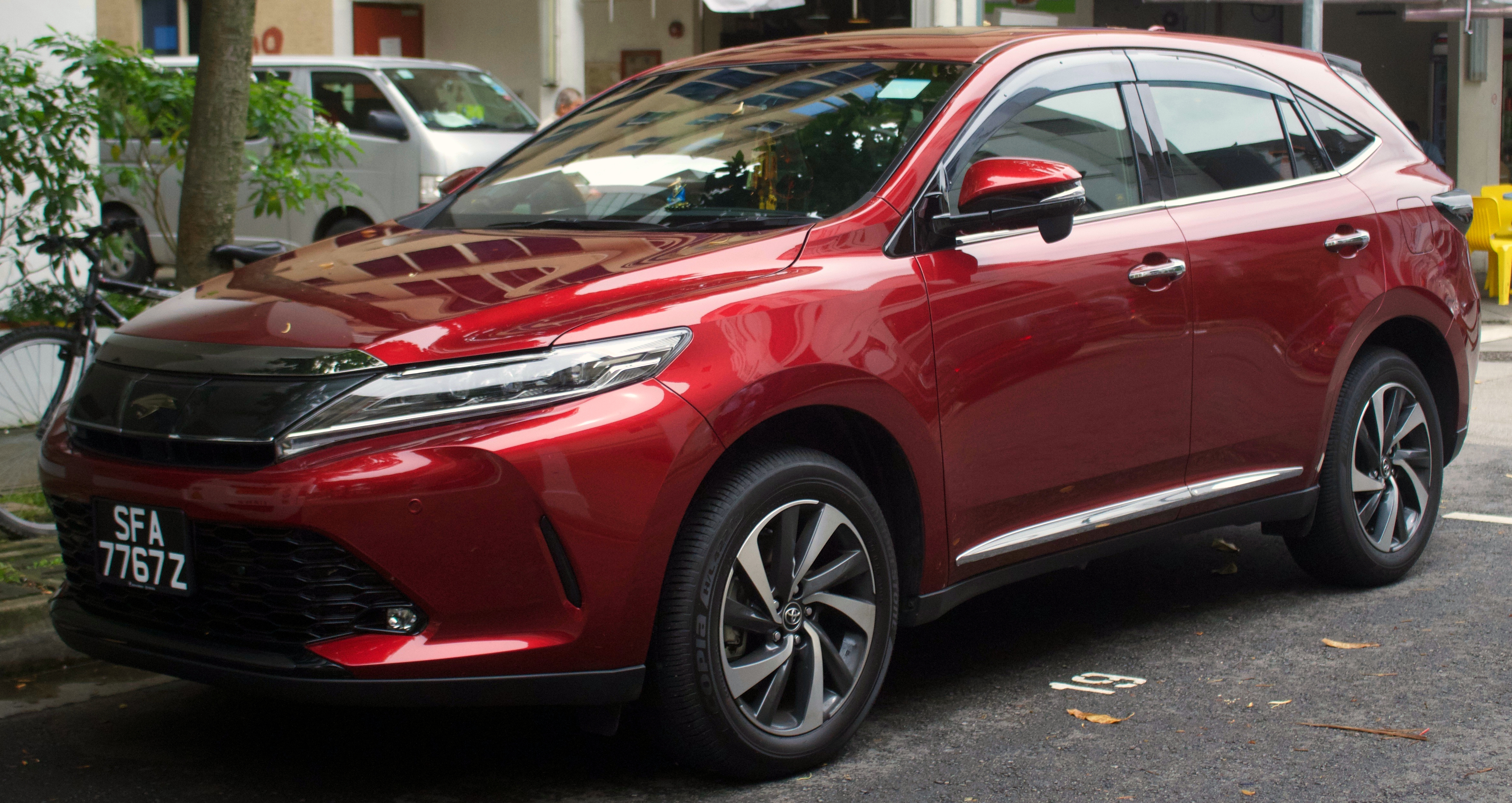
토요타 해리어 (후기형) 정측면
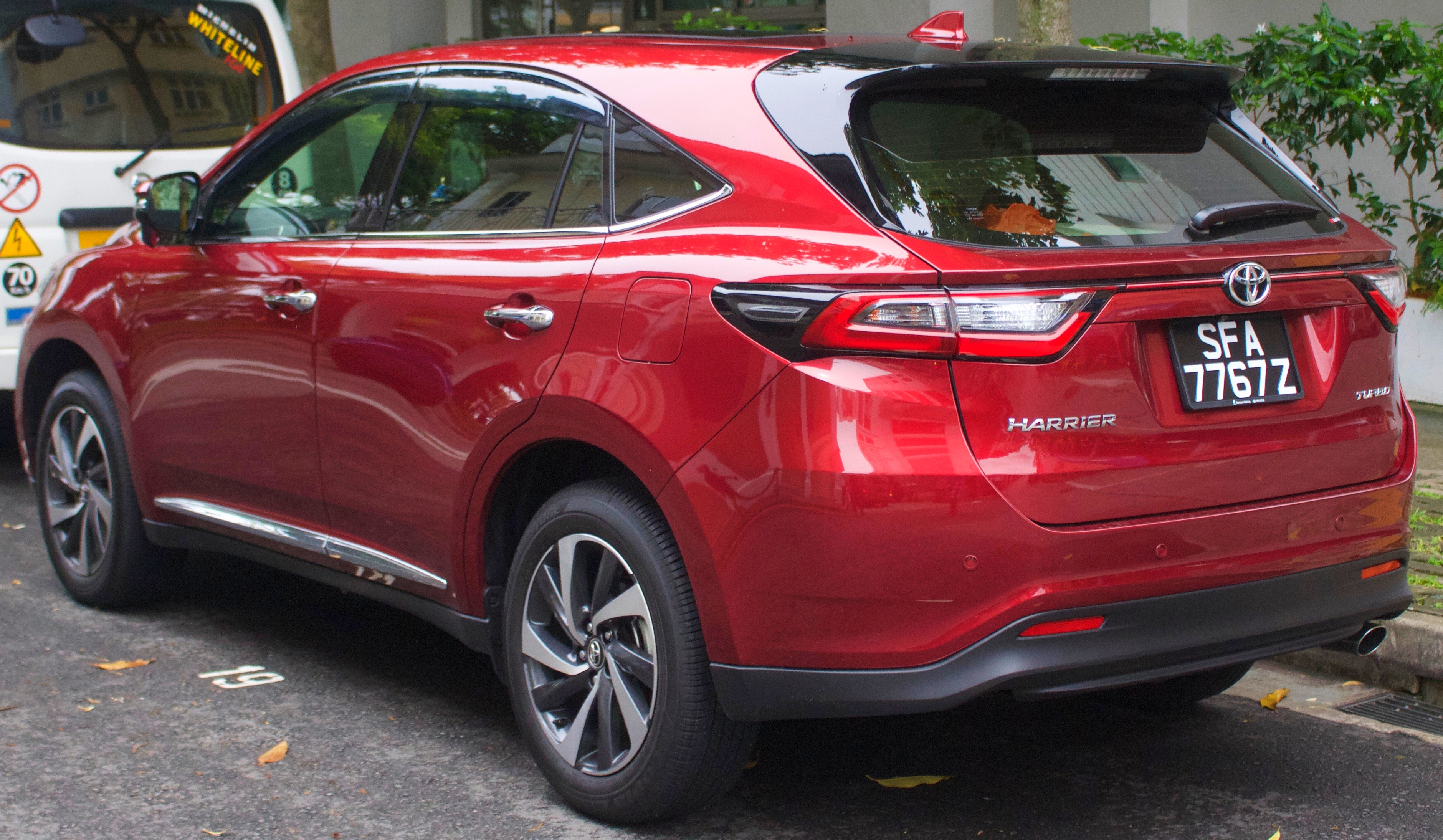
토요타 해리어 (후기형) 후측면

## 4세대

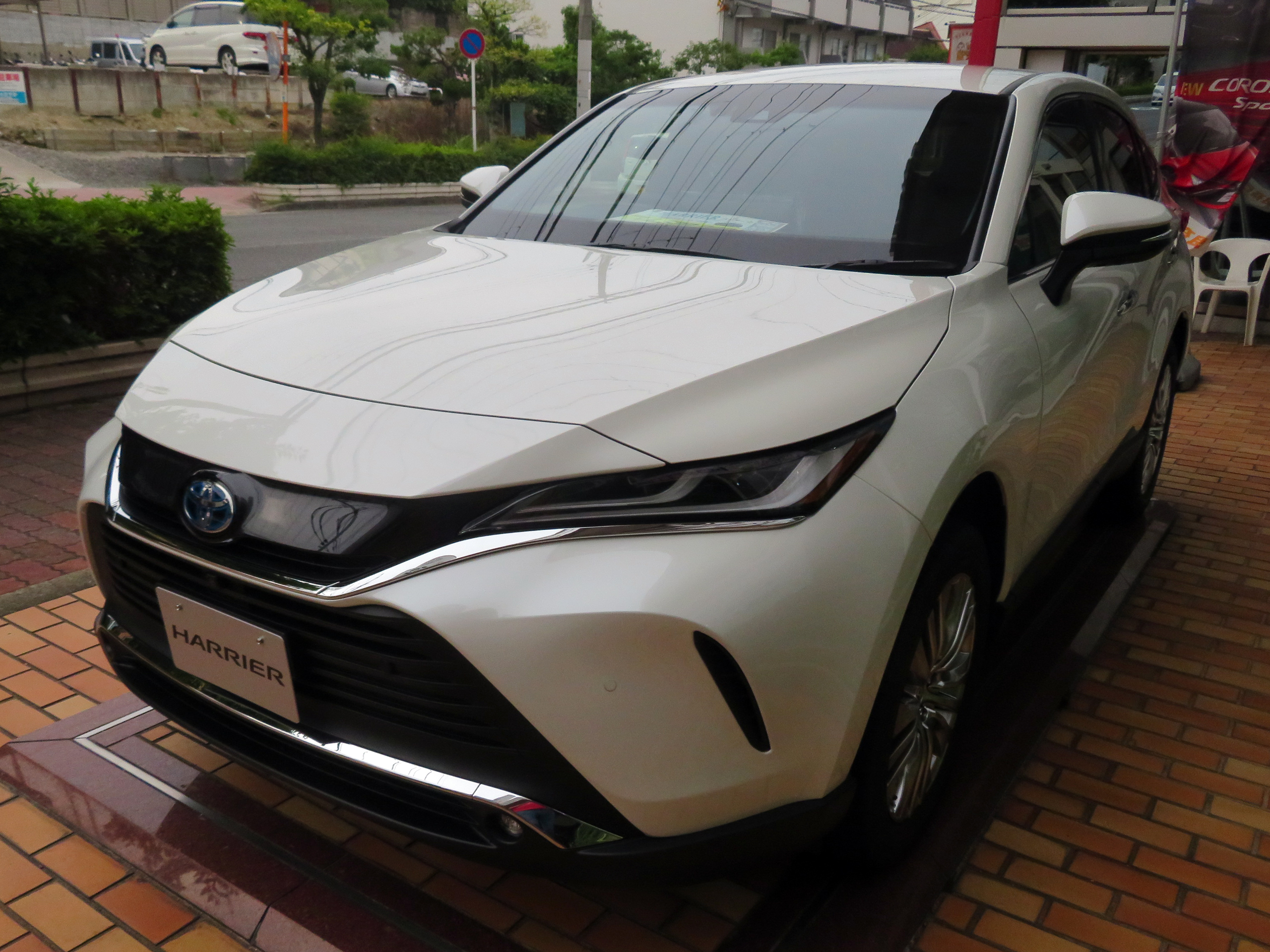
토요타 해리어 정측면

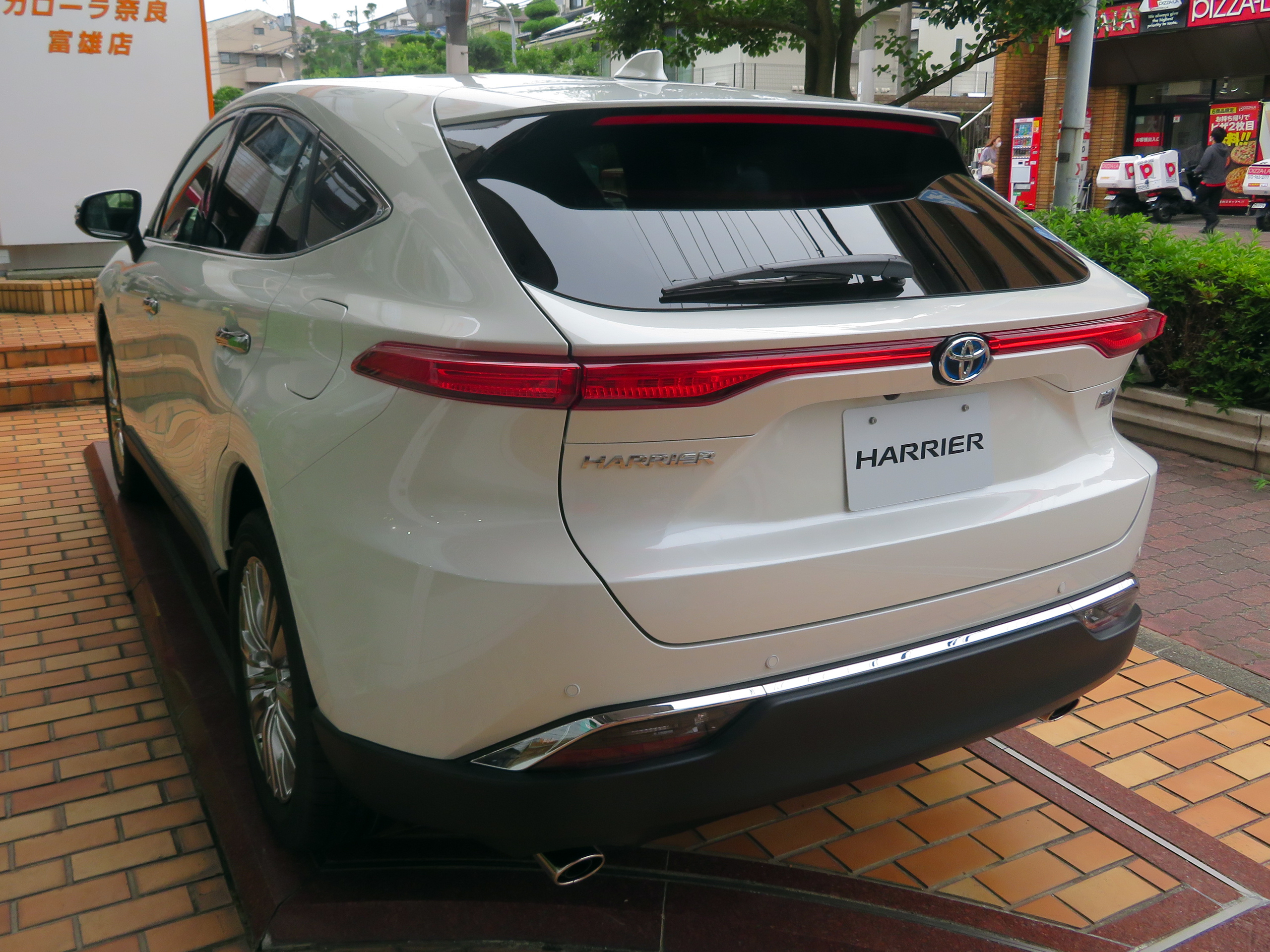
토요타 해리어 정측면

2020년 4월 13일에 첫 선을 보였으며, 6월 17일에 출시되었다. 1세대와 2세대가 일본 외 국가에서 렉서스 RX로 팔린 걸 제외하면 역대 해리어 중 최초로 해외에도 진출하게 되었다. 전륜구동 플랫폼은 TNGA-K이며, RAV4와 공유한다.